# Angelo Alessio
Angelo Alessio (Capaccio Scalo, Provincia de Salerno, Italia, 29 de abril de 1965) es un exfutbolista y director técnico italiano. Se desempeñaba en la posición de centrocampista. Actualmente es entrenador del Persija Jakarta.

## Clubes

### Como futbolista
| Club           | País   | Año         |
| -------------- | ------ | ----------- |
| A. S. Avellino | Italia | 1984 - 1987 |
| Juventus F. C. | Italia | 1987 - 1988 |
| Bologna F. C.  | Italia | 1988 - 1989 |
| Juventus F. C. | Italia | 1989 - 1992 |
| A. S. Bari     | Italia | 1992 - 1995 |
| Cosenza Calcio | Italia | 1995 - 1997 |
| A. S. Avellino | Italia | 1997        |
| Modena F. C.   | Italia | 1997 - 1998 |

### Como entrenador
| Club                            | País       | Año         |
| ------------------------------- | ---------- | ----------- |
| SSC Napoli (fútbol base)        | Italia     | 1998 - 2002 |
| SSC Napoli (2.º entrenador)     | Italia     | 2002 - 2004 |
| Imolese Calcio                  | Italia     | 2004 - 2005 |
| U. S. Massese                   | Italia     | 2006 - 2007 |
| SPAL 1907                       | Italia     | 2008        |
| ACN Siena 1904 (2.º entrenador) | Italia     | 2010 - 2011 |
| Juventus (2.º entrenador)       | Italia     | 2011 - 2014 |
| Juventus (interino)             | Italia     | 2012        |
| Italia (2.º entrenador)         | Italia     | 2014 - 2016 |
| Chelsea FC (2.º entrenador)     | Inglaterra | 2016 - 2018 |
| Kilmarnock FC                   | Escocia    | 2019        |
| Persija Jakarta                 | Indonesia  | 2021 -      |

## Palmarés

### Como futbolista

#### Campeonatos nacionales
| Título        | Club           | País   | Año     |
| ------------- | -------------- | ------ | ------- |
| Torneo Estivo | A. S. Avellino | Italia | 1986    |
| Copa Italia   | Juventus F. C. | Italia | 1989-90 |

#### Copas internacionales
| Título          | Club           | País   | Año     |
| --------------- | -------------- | ------ | ------- |
| Copa de la UEFA | Juventus F. C. | Italia | 1989-90 |